# 中居のかけ算
『中居のかけ算』（なかいのかけざん）とは、フジテレビ系列で2011年から2016年まで毎年正月の時期の深夜に放送されていたトークバラエティ番組。中居正広の冠番組。

## 概要
中居正広がMCを務め、ゲストが2人出演して、中居を含めた3人で鼎談するトーク番組。ゲストは基本的に「3人同時での共演が初めて（初共演）」となるようにキャスティングされる。
3人はスタジオの三角形の机で向かい合わせの席でトークを展開する。また、トーク終了後には必ず、3人で揃えて「3かけました」を唱えて締めていた。
フジテレビの年始特番として放送されていたが、SMAP解散の影響もあったためか2017年以降は制作されていない。

## 出演者

### MC
- 中居正広

### ゲスト
- 原則、毎回2人ずつ出演。

## 放送日
| 回数  | 放送日                 | 放送時間（JST） | 出演者                                           |
| ----- | ---------------------- | --------------- | ------------------------------------------------ |
| 第1回 | 2011年1月3日（月曜日） | 0:40 - 2:05     | 秋元康×小室哲哉×中居正広城島茂×坂本昌行×中居正広 |
| 第2回 | 2012年1月5日（木曜日） | 0:55 - 1:55     | 萩本欽一×三谷幸喜×中居正広                       |
| 第3回 | 2013年1月2日（水曜日） | 0:45 - 1:45     | ビートたけし×伊集院静×中居正広                   |
| 第4回 | 2014年1月4日（土曜日） | 0:40 - 1:40     | 渡哲也×志村けん×中居正広                         |
| 第5回 | 2015年1月4日（日曜日） | 0:40 - 1:40     | 堺正章×みのもんた×中居正広                       |
| 第6回 | 2016年1月3日（日曜日） | 0:50 - 1:50     | 桂文枝×西田敏行×中居正広                         |

## スタッフ
- 作家：鈴木おさむ、石原健次、大井洋一
- スタイリスト：黒澤彰乃
- 美術制作：三竹寛典
- 美術進行：中村秀美
- デザイナー：棈木陽次
- 大道具：三谷陽介、鎌田大祐
- 装飾：林成利
- アクリル装飾：犬塚健
- CG：岡本英士、秋里直樹
- タイトル：福澤伸太郎
- TP：岸田花子
- TD：佐々木信一
- 編成：渋谷謙太郎、加藤達也
- 広報：小中ももこ
- オブザーバーD：出口敬生
- ディレクター：岡田純一
- 演出：渡辺剛
- プロデューサー：春名剛生
- チーフプロデューサー：黒木彰一
- 技術：共同テレビ
- 制作協力：ジャニーズ事務所（ジャニーH.キタガワ）
- 制作著作：フジテレビ